# Sulphurous Lake
Sulphurous Lake är en sjö i Kanada.   Den ligger i provinsen British Columbia, i den centrala delen av landet, 3 300 km väster om huvudstaden Ottawa. Sulphurous Lake ligger 1 116 meter över havet. Arean är 3,8 kvadratkilometer. Den ligger vid sjöarna  Deka Lake och Hathaway Lake. Den sträcker sig 2,3 kilometer i nord-sydlig riktning, och 4,2 kilometer i öst-västlig riktning.
I omgivningarna runt Sulphurous Lake växer i huvudsak barrskog. Trakten runt Sulphurous Lake är nära nog obefolkad, med mindre än två invånare per kvadratkilometer.